# Cambarincola meyeri
Cambarincola meyeri är en ringmaskart som beskrevs av Goodnight 1942. Cambarincola meyeri ingår i släktet Cambarincola och familjen Cambarincolidae. Inga underarter finns listade i Catalogue of Life.